# 서울창원초등학교
서울창원초등학교는 대한민국 서울특별시 도봉구 창동에 있는 공립 초등학교이다.

## 학교 연혁
- 1990년 11월 30일 서울창원국민학교 개교(설립인가 7월 16일)
- 1994년 10월 26일 도서실 개관
- 1996년 3월 1일 현재 교명으로 변경
- 1998년 6월 10일 컴퓨터실(1실), 실과실(1실) 증축 및 개관교실(6실) 증축
- 2008년 10월 2일 전관 화장실 남여 8개소 개선
- 2009년 2월 28일 후관 화장실 남여 6개소 개선
- 2009년 8월 17일 도서실, 음악실 개관
- 2009년 11월 27일 학생 사물함 교체 완료
- 2010년 8월 31일 아리수, 영어전용실 설치, 방송시설 개선, 교실출입문 및 중연창 18개실 교체
- 2011년 10월 24일 학교건물 외벽수 공사 완료
- 2013년 2월 20일 강당 겸 체육관 준공, 보건실 현대화 사업 및 보건교육실 신설
- 2013년 2월 27일 서고 및 시설 관리실 신설
- 2013년 8월 27일 본관, 후관 복도 안전바 설치(100곳)
- 2013년 12월 27일 현관 출입문(18개소) 교체
- 2014년 8월 8일 복도 도색공사
- 2015년 2월 10일 외벽보수 및 구조체 보강 공사
- 2015년 2월 13일 제24회 졸업식(97명, 누계 4354명)
- 2015년 3월 1일 제2돌봄전용교실 마련
- 2015년 7월 9일 교실 출입문 교체 및 바닥개선공사
- 2016년 8월 17일 교내 통학로 포장공사
- 2016년 10월 13일 운동장 모래 소독
- 2017년 2월 28일 중앙현관 바닥개선공사 및 북카페 개관, 교실(2실) 바닥교체공사, 학부모실 및 학생자치실 설치
- 2017년 7월 26일 제5회 도봉 사랑의 하모니 합창대회(쇼팽상)
- 2017년 7월 28일 고화소 CCTV 설치(교체 7, 추가 4)
- 2017년 8월 21일 교사동 교사내부 도장 공사
- 2017년 9월 4일 양치대 설치(후관 2,3층 4개소)
- 2017년 11월 29일 제5회 푸른꿈 전국 동요 합창제(동상)
- 2017년 12월 4일 공기청정기(스탠드 25대, 벽걸이 25대)
- 2018년 2월 28일 무용실, 회의실 설치
- 2018년 9월 5일 도서관 증축, 실과실 리모델링
- 2018년 11월 20일 친환경 놀이시설 설치, 에코스쿨 조성
- 2019년 2월 22일 돌봄교실3 설치
- 2019년 8월 28일 창원 맛동산 급식실 개관
- 2019년 10월 15일 꿈채움터 시청각실 개관
- 2020년 2월 12일 제29회 졸업식(67명, 누계 4757명)
- 2020년 3월 1일 20학급(특수 1) 편성

## 학교 상징
- 교화(校花) - 장미 : 맑고 아름다움 그리고 올바른 행동과 진취적 사고를 나타낸다.
- 교목(校木) - 소나무 : 높고 푸른 꿈과 꿋꿋한 기상과 그리고 슬기로운 생각을 나타낸다.

## 참고 자료
- 서울창원초등학교 - 한국교육학술정보원 학교알리미